# کولونگا لشنووولا
کولونگا لشنووولا (به لهستانی:  Kolonia Lesznowola) یک روستا در لهستان است که در گمینا لشنووولا واقع شده‌است.